# Tracy-sur-Mer
Tracy-sur-Mer è un comune francese di 354 abitanti situato nel dipartimento del Calvados nella regione della Normandia.

## Società

### Evoluzione demografica
Abitanti censiti